# Zefferino Grassetto
Zefferino Grassetto (Padova, 2 dicembre 1914 – ...) è stato un calciatore italiano, di ruolo difensore.

## Carriera
Gioca sei stagioni con il Padova di cui quattro in Serie B per un totale di 95 presenze e due in Serie C per un totale di 37 presenze. Debutta contro il Verona nel 1934. L'ultima partita con il Padova la disputa invece contro il Fanfulla nel 1940.